# Concordia (Argentina)
Concordia é um município da província de Entre Ríos, na Argentina. Possui 138 mil habitantes (censo 2001), sendo a segunda cidade mais povoada da província, depois da capital  Paraná.
Localiza-se na margem ocidental do Rio Uruguai. Sendo a Rota Nacional 14 a principal via de comunicação de Concordia com o resto do país.